# Stibaractis dioptis
Stibaractis dioptis är en fjärilsart som beskrevs av Felder 1875. Stibaractis dioptis ingår i släktet Stibaractis och familjen mätare. Inga underarter finns listade i Catalogue of Life.